# STS-99
是历史上第九十六次航天飞机任务，于佛罗里达州肯尼迪空间中心2000年2月11日发射，也是奮進號太空梭的第十四次太空飞行。主要任务是执行航天飞机地形任务（SRTM）。这也是奋进号的最后一次独立任务，此后奋进号的每一次飞行都是执行国际空间站的建设任务。

## 任务成员
- 凯文·克雷格（Kevin R. Kregel，曾执行、任务），指令长
- 多米尼克·普德维尔·格里（Dominic L. Pudwill Gorie，曾执行、以及任务），飞行员
- 珍妮特·卡万迪（Janet L. Kavandi，曾执行、以及任务），任务专家
- 简妮丝·沃斯（Janice E. Voss，曾执行、以及任务），任务专家
- 毛利卫（Mamoru Mohri，日本宇航员，曾执行以及任务），任务专家
- 格哈德·席勒（Gerhard P.J. Thiele，德国宇航员，曾执行任务），任务专家

## 任务摘要
航天飞机地形任务（SRTM）是美国国家图像测绘局（NIMA）美国宇航局（NASA）与德国宇航局（DLR）的一次国际合作，旨在测绘地球表面覆盖率最高的高分辨率地形。航天飞机地形任务使用了特殊改造的雷达系统用于在其11天飞行计划中对地表测绘。该雷达系统约收集了8TB的数据来制作高分辨率高质量的地形。
航天飞机地形任务使用C与X双波段合成孔径雷达干涉技术获取地球表面北纬60°及南纬56°之间地形，其中C波段由于使用ScanSAR模式得以全覆盖，而X波段由于使用条带模式因此仅获取约1/3地表地形。C与X波段地形分别由美国地质调查局（USGS）与德国宇航局（DLR）制作，分辨率均达到30m，其中C波段地形绝对垂直精度16m，相对垂直精度10m，水平精度为20m。航天飞机地形任务的最终结果大约相当于1万亿次地表测量。除了测绘获取了极佳的地图外，航天飞机地形任务对精化流域模型，飞行模拟，蜂窝电话系统基站及加强导航安全均有贡献。
奋进号发射后合成孔径雷达天线顺利展开并自检，发射后不到12小时在00:31EST开始执行测绘任务。任务成员分为两组轮流工作保证系统能连续工作，数据传回喷气动力实验室（JPL），初步分析显示数据具有极好的质量。测绘任务在发射后第10日的06:54结束于扫过澳大利亚之后。在总共222小时23分钟的测绘任务重，奋进号获取的雷达影像填满了332卷高密度磁带并覆盖了99.98%的预定测绘区域，94.6%的区域测绘超过两次。